# Eduard Kronengold

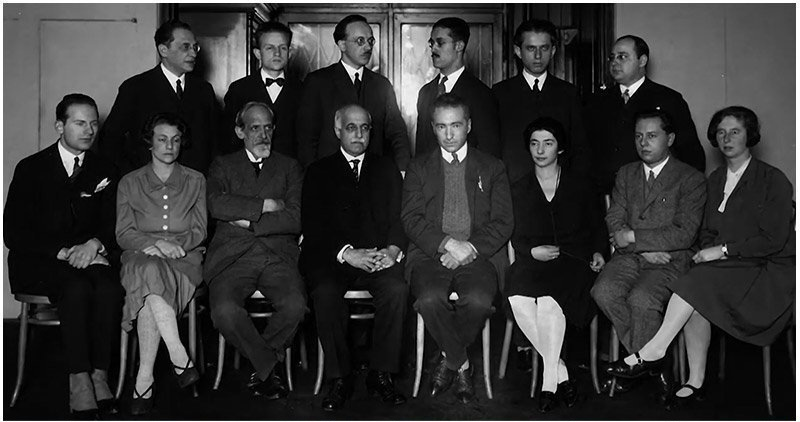
Eduard Kronengold im Wiener Psychoanalytischen Ambulatorium 1922 (sitzend, 1. von links).
Foto: Ludwig Gutmann

Eduard Kronengold, auch Edward Kronold (geboren 22. April 1899 in Lemberg, Österreich-Ungarn; gestorben 18. Mai 1993 in New York City) war ein österreichisch-US-amerikanischer Psychoanalytiker.

## Leben
Eduard Kronengold wuchs in Krakau auf, wo er 1917 maturierte und das Studium der Medizin an der Krakauer Universität aufnahm. Nach Auflösung der Donaumonarchie ging er 1919 nach Wien. Nach dem Rigorosum arbeitete er bei Karel Wenckebach in der Röntgenabteilung der Ersten Medizinischen Klinik. 1924 schloss er das Medizinstudium in Berlin ab. Zurück in Wien begann er auf Empfehlung von Beate Rank 1925 eine Lehranalyse bei Wilhelm Reich und arbeitete mit Grete Bibring und Richard Sterba am Psychoanalytischen Ambulatorium der Wiener Psychoanalytischen Vereinigung, in die er 1928 als außerordentliches und 1936 als Vollmitglied aufgenommen wurde.
Ab 1927 hatte er eine private psychoanalytische Praxis in Wien. 1928 wurde er Mitglied der „Sozialistischen Gesellschaft für Sexualberatung und Sexualforschung“ und ab Herbst 1930 Mitarbeiter der von Reich und Marie Frischauf 1929 eingerichteten Sexualberatungsstellen für Arbeiter.
Kronengold heiratete 1932 die ungarische Gynäkologin Stefanie Haas (1899–1955). Nach dem Anschluss Österreichs 1938 emigrierte er über Prag nach England und, da seine Frau keine Arbeitserlaubnis bekam, von dort in die USA. In den USA änderte er seinen Familiennamen in Kronold. Er praktizierte in New York City und arbeitete am Mount Sinai Hospital. Kronold wurde 1941 Mitglied der  New York Psychoanalytical Society und war 1958/59 und 1960/61 ihr Präsident. Er war für viele Jahre Präsident des Sigmund Freud Archivs.
Eduard Kronengold gehörte mit Grete Bibring und Richard Sterba zu den jungen Psychoanalytikern, die 1926 von Sigmund Freud zu seinem 70. Geburtstag eingeladen wurden.
Zu den Schülern von Eduard Kronengold gehört der US-amerikanische Psychoanalytiker mit jüdisch-polnischen Wurzeln, Zvi Lothane (* 1934). Kronengold und Lothane lernten sich während der gemeinsamen Tätigkeit am Mount Sinai Hospital in New York City kennen.

## Werke
- Edward Kronold papers.